# モンゴル科学技術大学
モンゴル科学技術大学（モンゴルかがくぎじゅつだいがく、英語: Mongolian University of Science and Technology、公用語表記: Шинжлэх Ухаан Технологийн Их Сургууль）は、ウランバートル市スフバートル区ハガに本部を置くモンゴル国の国立大学。1959年創立、1959年大学設置。

## 沿革
1959年に「モンゴル技術大学」開学。2001年8月に「モンゴル科学技術大学」に改称。

## 学部
- 地質学
- 石油工学
- 土木工学
- 建築工学
- コンピュータ科学・経営
- 電力工学
- 数学
- 食品・生物工学
- 機械工学
- 情報通信工学
- 外国語学
- 鉱山学
- 言語教育学部 など

## キャンパス・施設・分校
- ウブルハンガイ校

## モンゴル科学技術大学付属高専
モンゴルでは1990年代以降、母国の産業発展に貢献しようと多くの若者が日本の高等専門学校に留学した。その中には、仙台電波工業高等専門学校を卒業し、文部科学省 (モンゴル)大臣になったロブサンニャム・ガントゥムルなどもいる。その様なことからモンゴルで日本の高等専門学校教育を導入する機運が高まり、2009年に日本の高等専門学校関係者などが「モンゴルに日本式高専を創る支援の会」を設立し、2014年にモンゴル科学技術大学付属高専が開校した。教育課程は基本的に日本の高等専門学校と同じであり、また、日本語教育にも力を入れている。卒業生は、日本企業に就職したり、日本の高等専門学校専攻科や日本の大学に留学する人もいる。